# دراسة بالملاحظة
في مجالات مثل علم الوبائيات، والعلوم الاجتماعية، وعلم النفس، وعلم الإحصاء، تساعد الدراسة الرصدية (الدراسة بالملاحظة  أو الدراسة الوصفية) على الوصول إلى استنتاجات عن جمهور ما انطلاقًا من عينة منه، ولا تكون فيها المتغيرات المستقلة تحت سيطرة الباحث بسبب المخاوف الأخلاقية أو القيود اللوجستية. أحد الأمثلة الشائعة عن الدراسات الرصدية تلك التي تكون حول التأثيرات المحتملة لعلاج ما على المشاركين في التجربة، ويكون تقسيم المشاركين فيها إلى مجموعة معالَجة ومجموعة ضبط (مجموعة الشواهد) خارج سيطرة الباحث. إن ذلك معاكس لما يحدث في الدراسات التجريبية مثل التجارب المنضبطة المعشاة التي يُفرَز فيها كل مشارك عشوائيًا إلى مجموعة معالجة ومجموعة ضبط.

## الحافز
قد تكون المتغيرات المستقلة خارج سيطرة الباحث وذلك لمجموعة من الأسباب هي:
- قد تسبب التجارب المعشاة انتهاكًا للمعايير الأخلاقية. بافتراض أن شخصًا أراد استقصاء فرضية الإجهاض–سرطان الثدي التي تقترح وجود رابط سببي بين الإجهاض المُحرَّض وحدوث سرطان الثدي. في تجربة منضبطة مُفترَضة، سيبدأ المرء بعدد كبير من النساء الحوامل ويقسمهنّ عشوائيًا إلى مجموعة معالجة (تخضع لإجهاض مُحرَّض) ومجموعة ضبط (لا تخضع للإجهاض)، ثم يُجرَى على النساء من كلتا المجموعتين مسح منتظم للسرطان. لا حاجة للقول إن تجربة مماثلة ستصطدم بمبادئ أخلاقية شائعة. (قد تعاني أيضًا من وجود مُفنّدات ومصادر انحياز، فمثلًا من المستحيل إجراء هذه الدراسة كدراسة معشاة). أما الدراسات الرصدية التي تستقصي العلاقة بين الإجهاض وسرطان الثدي فتبدأ عمومًا بمجموعة من النساء اللواتي قد تعرضن للإجهاض مسبقًا. لا يتحكم الباحث بأعضاء مجموعة المعالجة إذ إن المجموعة قد شُكِّلت بعد حدوث الإجهاض في الحالة.
- قد يفتقر الباحث ببساطة للتأثير اللازم. بافتراض أن باحثًا ما يريد دراسة التأثيرات على الصحة العامة لمنع للتدخين على مستوى المجتمع في المناطق المغلقة. في التجربة المنضبطة، سيختار الباحث عشوائيًا مجموعة من المجتمعات لتكون في مجموعة المعالجة. على كل حال، يكون فرض منع على التدخين عادة رهنًا بكل مجتمع وتشريعاته. إن الباحث يفتقر للسلطة السياسية التي تسمح له بفرض منع على التدخين في المجتمعات المُختارة ضمن مجموعة المعالجة. أما في الدراسة الرصدية، فسيبدأ الباحث عادة بمجموعة معالجة تتألف من مجموعة من المجتمعات يكون منع التدخين فيها مطبق سابقًا.
- قد تكون التجربة المعشاة غير عملية. بافتراض أن الباحث يريد أن يدرس الرابط المشكوك فيه بين دواء محدد ومجموعة نادرة جدًا من الأعراض التي تحدث كتأثير جانبي له. بغض النظر عن أي اعتبار أخلاقي، ستكون التجربة المعشاة غير عملية بسبب ندرة التأثير الجانبي. قد لا يمكن إيجاد عدد كاف من المشاركين من أجل مراقبة الأعراض على الأقل في مشارك واحد مُعالَج بالدواء. في الدراسة الرصدية، سيبدأ الباحث بمجموعة من المشاركين الذين يبدون هذه الأعراض ويعملون بشكل رجعي من أجل إيجاد أولئك الذين قد أخذوا الدواء ثم ظهرت لديهم الأعراض. وبالتالي، فقد حُدِدت مجموعة فرعية من مجموعة المعالجة بناء على وجود الأعراض عوضًا عن الاختيار العشوائي.

## الأنماط
- دراسة الحالات والشواهد: تُستخدم أساسًا في علم الوبائيات، وفيها تُحدد مجموعتان موجودتان تختلفان بالنتيجة ويُقارن بينهما بناء على بعض الصفات السببية المُفترَضة.
- الدراسة المستعرضة: تتضمن جمع بيانات من جمهور أو مجموعة فرعية ممثلة عنه في نقطة زمنية محددة.
- الدراسة الطولانية: هي دراسة بحثية حول علاقة تبادلية تتضمن مراقبات متكررة لنفس المتغيرات على مدى فترات طويلة من الزمن. الدراسة الحشدية ودراسة اللوحة هي أنماط نوعية من الدراسة الطولانية.

## درجة الفائدة والمصداقية
رغم أن الدراسات الرصدية لا يمكن أن تُستخدَم في الحصول على حقائق قاطعة حول «سلامة ممارسة ما وكفاءتها وفعاليتها»، فإنها تُجرَى من أجل:
1. الحصول على معلومات حول الاستخدام والممارسة في العالم الواقعي،
2. كشف إشارات حول فوائد استخدام ]الممارسات[ ومخاطره في الجمهور العام،
3. المساعدة في تكوين فرضية تُختبَر في تجرب لاحقة،
4. الحصول على جزء من البيانات على مستوى المجتمع التي تكون ضرورية لتصميم تجارب سريرية أكثر فائدة وغنى بالمعلومات،
5. الإبلاغ عن الممارسة السريرية.